# Dominio di Tosa

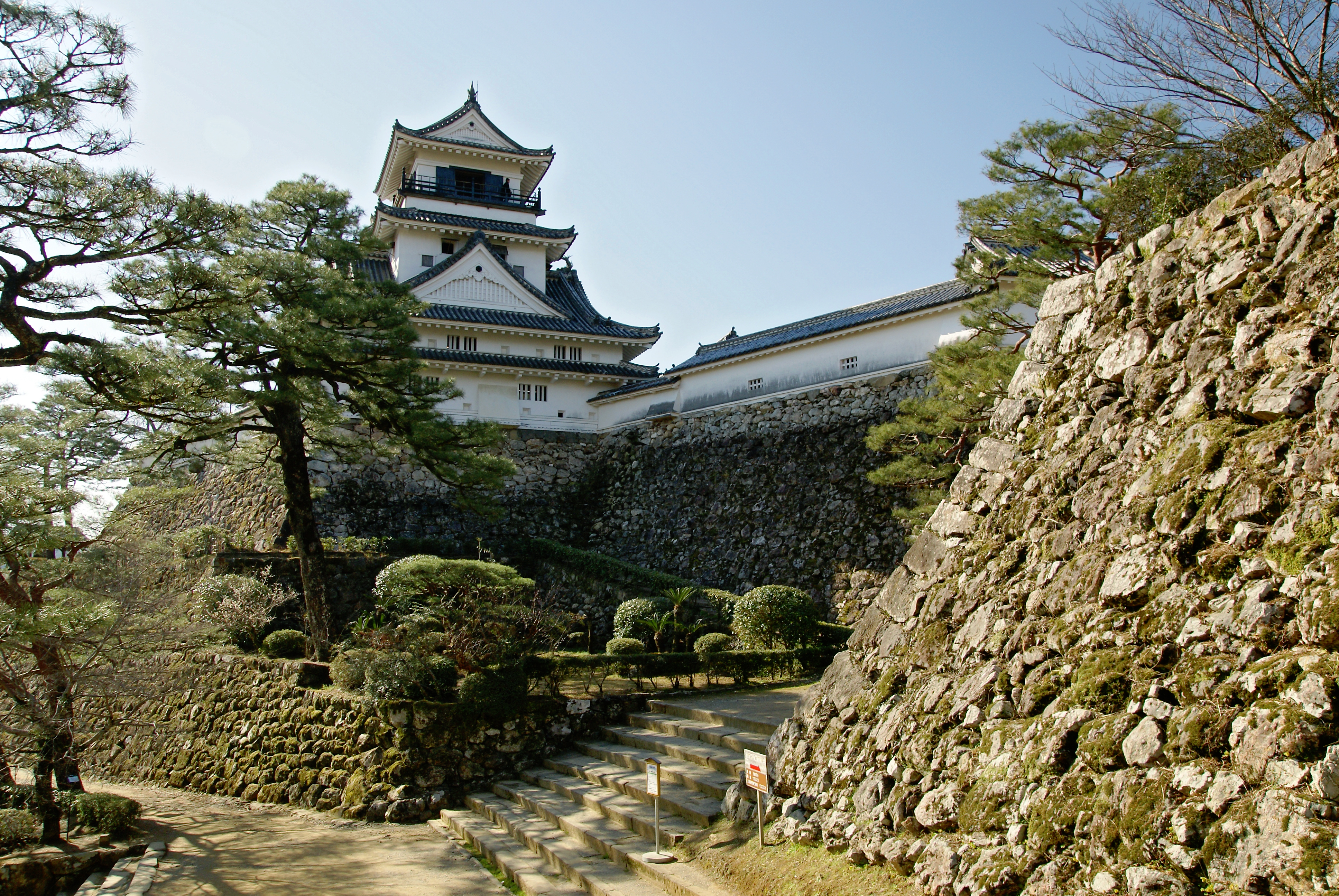
Castello di Kōchi.

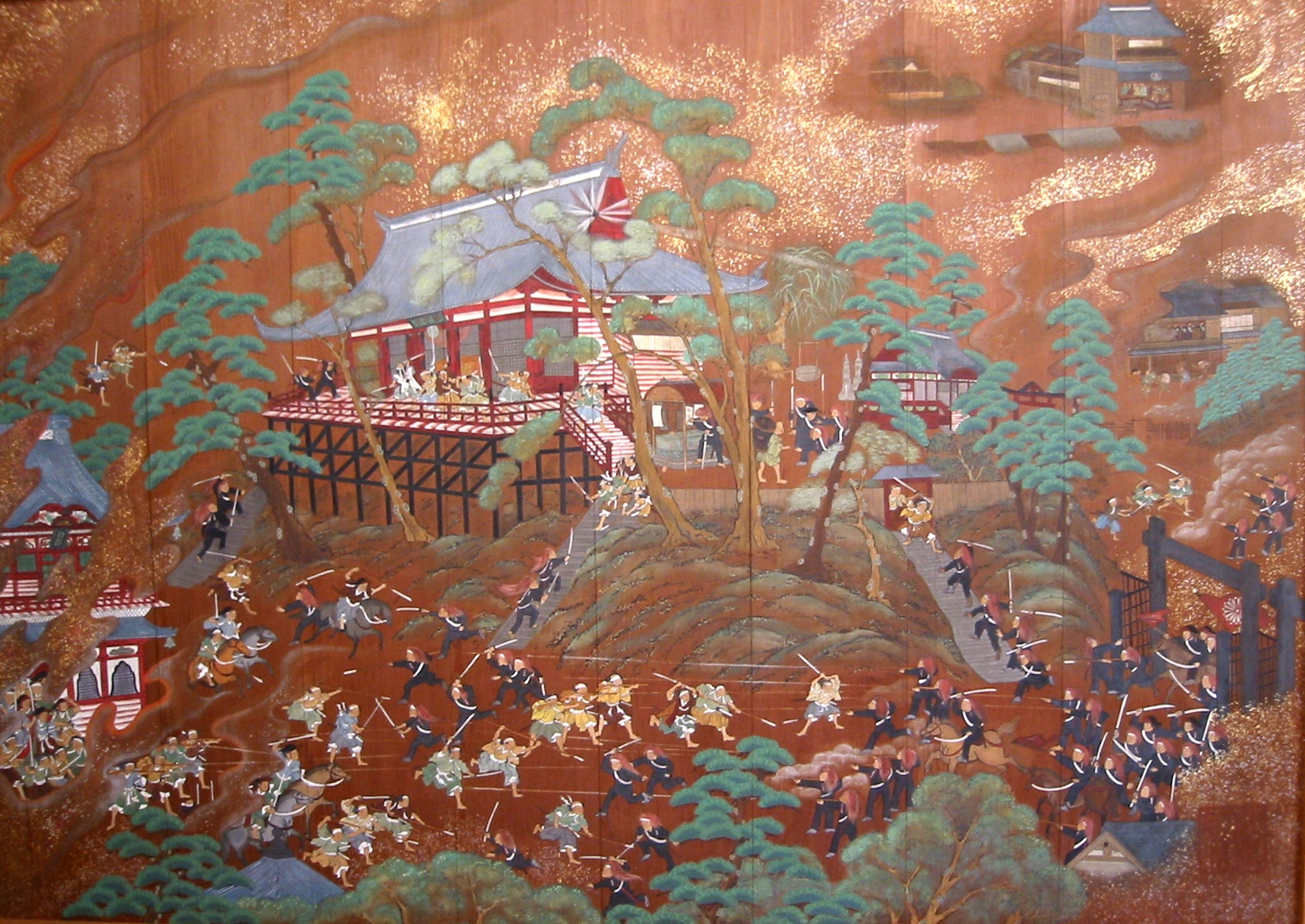
Soldati Jinshotai (迅衝隊) di Tosa con acconciatura Shaguma nella battaglia di Ueno, guerra Boshin (1867–68).

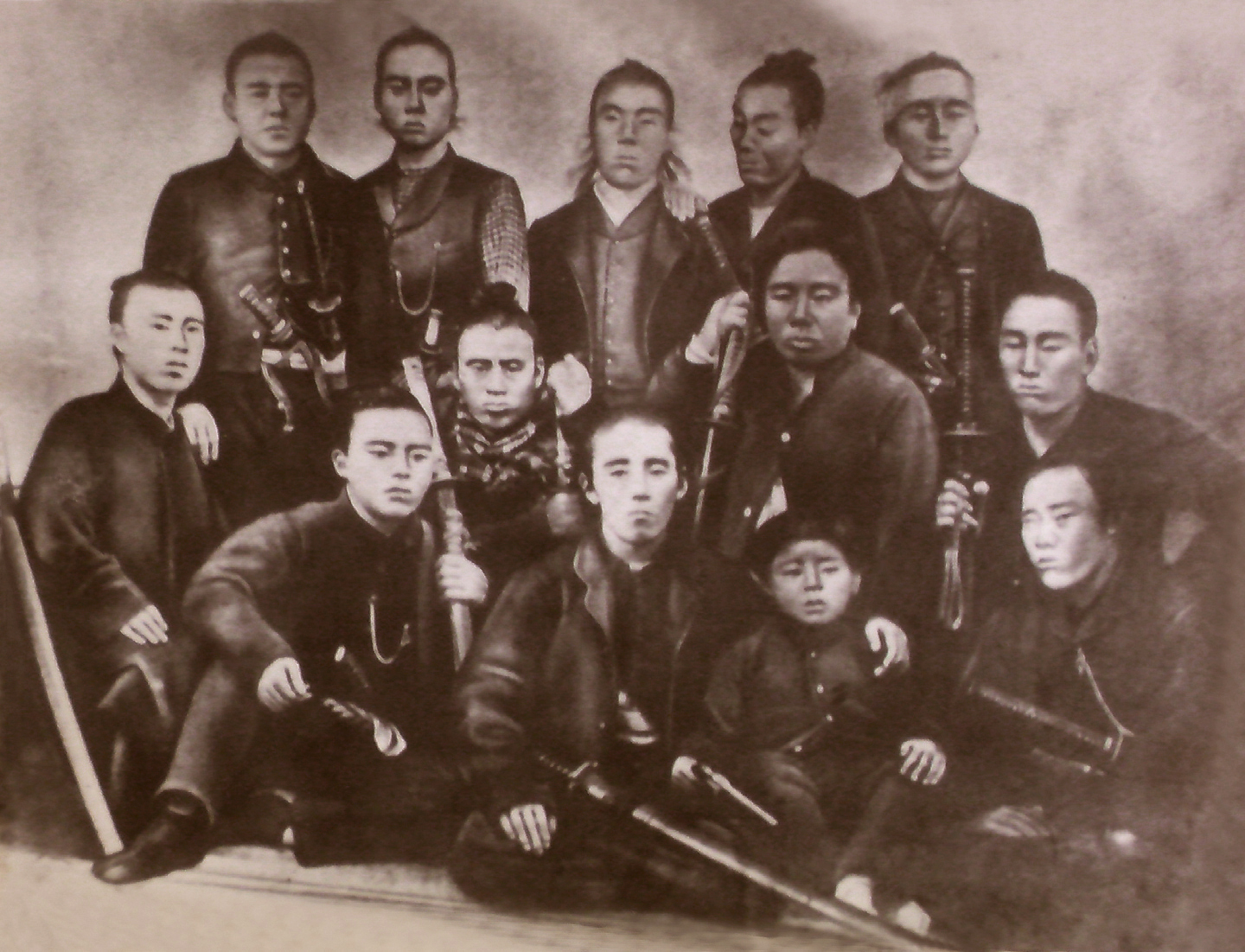
Jinshotai（迅衝隊）(Da sinistra nella fila inferiore: Ban Gondayu, Itagaki Taisuke, Tani Otoi (giovane ragazzo), Yamaji Motoharu. Da sinistra nella fila centrale: Tani Shigeki (Sinbei), Tani Tateki (Moribe), Yamada Kiyokado (Heizaemon), Yoshimoto Sukekatsu (Heinosuke). Da sinistra nella fila superiore: Kataoka Masumitsu (Kenkichi), Manabe Masayoshi (Kaisaku), Nishiyama Sakae, Kitamura Shigeyori (Chobei), Beppu Hikokuro.)

Il dominio di Tosa (土佐藩?, Tosa-han) fu un feudo della provincia di Tosa in Giappone (odierna prefettura di Kōchi) durante il periodo Edo. Il suo nome ufficiale è "Kōchi han" (高知藩?). Alcuni membri del dominio svolsero importanti ruoli negli eventi del tardo shogunato Tokugawa. Tra di loro vi sono Nakahama Manjirō, Sakamoto Ryōma, Yui Mitsue, Gotō Shōjirō, Itagaki Taisuke, Nakae Chōmin.

## Periodi Ashikaga e Azuchi–Momoyama
Intorno al 1400 Tosa era controllato dal clan Hosokawa, associato agli shōgun Ashikaga.
Nel XVI secolo Tosa era una base del clan Chōsokabe, che sotto la guida di Chōsokabe Motochika controllò brevemente (1583–1585) l'intera isola di Shikoku. Sconfitto da Toyotomi Hideyoshi nel 1585 durante la conquista di Shikoku, Motochika combatté per lui nell'campagna del Kyūshū e in Corea. Il successivo daimyō Morichika si unì allo schieramento occidentale a Sekigahara. Fu destituito dalla provincia da un vittorioso Tokugawa Ieyasu, che concesse il dominio a Yamauchi Kazutoyo nel 1600.
I seguaci del clan Chōsokabe erano ribelli, mentre i contadini temevano un accresciuto sfruttamento sotto il nuovo signore e molti fuggirono verso i domini limitrofi. Yamauchi Kazutoyo arrivò solo con 158 uomini a cavallo, e dovette implorare l'aiuto del bakufu per pacificare il suo nuovo dominio. Ciò si ottenne mediante "espedienti e violenza... Due barche contenenti 273 unità furono inviate al quartier generale di Tokugawa per dimostrare l'efficienza di Yamauchi, e altri 73 dissidenti furono crocifissi sulla spiaggia."

## Daimyōdi Tosa
- Clan Yamauchi (tozama, 202.600 koku)

1. Kazutoyo
2. Tadayoshi
3. Tadatoyo
4. Toyomasa
5. Toyofusa
6. Toyotaka
7. Toyotsune
8. Toyonobu
9. Toyochika
10. Toyokazu
11. Toyo'oki
12. Toyosuke
13. Toyoteru
14. Toyoatsu
15. Toyoshige
16. Toyonori

## Genealogia semplificata deidaimyōYamauchi di Tosa
- Yamauchi Moritoyo (1510 – circa 1559)
  -  I Kazutoyo, 1º daimyō di Tosa (cr. 1601) (circa 1545 – 1605; r. 1601–1605)
  - Yasutoyo (1549-1625)
    -  II Tadayoshi, 2º daimyō of Tosa (1592–1665; r. 1605–1656)
      -  III Tadatoyo, 3º daimyō di Tosa (1609–1669; r. 1656–1669)
        -  IV Toyomasa, 4º daimyō di Tosa (1641–1700; r. 1669–1700).

    - Fukao Shigemasa (1598–1672). Adottato nella famiglia Fukao
      - Fukao Shigeteru
        - Fukao Shigenao
          - Yamauchi Tadashige (1682–1721)
            -  VIII Toyonobu, 8º daimyō di Tosa (1712–1768; r. 1725–1767)
              -  IX Toyochika, 9º daimyō di Tosa (1750–1789; r. 1768–1789)
                -  X Toyokazu, 10º daimyō di Tosa (1773–1825; r. 1789–1808)
                  -  XI Toyoaki, 11º daimyō di Tosa (1793–1809; r. 1808–1809).
                  -  XII Toyosuke, 12º daimyō di Tosa (1794–1872; r. 1809–1843)
                    -  XIII Toyoteru, 13º daimyō di Tosa (1815–1848; r. 1843–1848)
                    -  XIV Toyoatsu, 14º daimyō di Tosa (1824–1848; r. 1848)
                    -  XVI Toyonori, 16º daimyō, 16º capofamiglia, 1º marchese (1846–1886; r. 1859–1869; governatore di Tosa 1869–1871; marchese: 1884)
                      - XVII Toyokage, 2º marchese, 17º capofamiglia (1875–1957; 2º marchese 1886–1947; 17º capofamiglia 1886–1957)
                      - Toyoshizu, 1º barone Yamauchi (cr. 1906) (1883–1937)
                        - XVIII Toyoaki, 18º capofamiglia (1912–2003; 18º capofamiglia 1957–2003)
                          - XIX Toyokoto, 19º capofamiglia (b. 1940 ; 19º capofamiglia 2003– )
                            - Toyohiro (n. 1978)
                            - Toyonao (n. 1979)

                  - Toyoakira (1802–1859)
                    -  XV Toyoshige, 15º signore di Tosa (1827–1872; r. 1849–1859)

    - Kazutada (1600–1663)
      - Kazutoshi (1649–1675)
        -  V Toyofusa, 5º daimyō di Tosa (1672–1706; r. 1700–1706)
        -  VI Toyotaka, 6º daimyō di Tosa (1673–1720; r. 1706–1720)
          -  VII Toyotsune, 7º daimyō di Tosa (1711–1725; r. 1720–1725).[2]